# Davor Vugrinec
Davor Vugrinec (Varaždin, 24 marzo 1975) è un ex calciatore croato, di ruolo attaccante. Con 146 reti è il miglior marcatore di sempre del campionato croato (Hnl).

## Carriera

### Club
Inizia la carriera nel Varteks Varaždin, squadra di Varaždin, sua città natale, nel 1992. Nella seconda stagione con il club diventa titolare e segna oltre 10 gol in tre delle successive quattro stagioni con il club. Nel 1996-1996 segna 17 gol in 31 presenze, contribuendo al quarto posto in campionato e disputando la finale di coppa nazionale. Rimane al Varteks fino al giugno 1997, quando passa ai turchi del Trabzonspor. In due stagioni segna 24 gol in campionato.
Nel giugno 2000 si trasferisce al Lecce, squadra della Serie A italiana. Con i giallorossi gioca per due stagioni e mezzo, con un bilancio di 64 partite e 19 gol in Serie A, 8 partite e 2 gol in Serie B e 6 partite e 3 gol in Coppa Italia. Il 12 novembre 2000 realizza il gol che consente al Lecce di ottenere una storica vittoria a San Siro contro l'Inter (0-1). Nel corso della sua militanza nel Salento è stato vicino al trasferimento al Milan e al Parma.
Nel gennaio 2003 viene acquistato dall'Atalanta, con cui gioca per una stagione e mezzo, e nel luglio 2004 dal Catania, di cui veste la maglia per un'altra stagione.
Dopo un lustro in Italia, Vugrinec torna in patria e firma per il Rijeka nell'estate del 2005. Insieme al compagno di squadra Ahmad Sharbini, alla fine della stagione risulta il miglior marcatore del club, con 15 gol in campionato. Vugrinec contribuisce anche alla vittoria della Coppa di Croazia, segnando il gol decisivo nel ritorno della finale contro il Varteks Varaždin, sua ex squadra. Dopo aver vinto la partita di andata per 4-0 in casa, il Rijeka si trova in svantaggio per 2-0 in trasferta, prima che Vugrinec realizzi il gol del 2-1, marcatura che si rivelerà fondamentale alla luce del 5-1 finale per il Varteks, in quanto consentirà alla sua squadra di aggiudicarsi il trofeo grazie alla regola dei gol fuori casa.
Ai primi di giugno del 2006 si trasferisce alla Dinamo Zagabria. Debutta con il club il 19 luglio 2006 nella partita valida per l'assegnazione della Supercoppa croata contro il Rijeka, la sua squadra precedente, fornendo due assist decisivi nella vittoria della Dinamo per 4-1. Segna i primi gol con la sua nuova squadra nei due match del secondo turno preliminare della Champions League 2006-2007 contro l'Ekranas e alla prima giornata del campionato croato 2006-2007 contro lo Slaven Belupo. Infortunatosi nella seconda partita di campionato, in casa contro il Sebenico il 4 agosto 2006, quattro giorni dopo prende parte ugualmente al match contro l'Arsenal, valido per il terzo turno preliminare della Champions League. Esce dal campo dopo 30 minuti a causa di un altro problema fisico e salta anche la gara di ritorno e tre partite di fila in campionato. Fa ritorno in squadra nella partita interna contro il Kamen Ingrad il 9 settembre 2006.
Nel 2007 si è portato all'ottavo posto nella classifica dei marcatori di tutti i tempi del campionato croato di massima divisione, con un totale di 84 reti segnate (56 con il Varteks, 15 con il Rijeka e 13 con la Dinamo).
Nel 2008 si trasferisce al NK Zagabria.
Nel 2012, continua a giocare nella squadra della sua città natale, il Varteks di Varadzin, con l'obiettivo di diventare capocannoniere della storia del campionato croato. L'obiettivo è raggiunto il 15 aprile 2012, con la maglia dell'NK Slaven Koprivnica, quando il croato sigla il suo 127º gol.

### Nazionale
Esordisce con la nazionale croata il 10 aprile 1996 in un'amichevole contro l'Ungheria giocata a Osijek. Due anni e mezzo dopo colleziona la seconda presenza in nazionale, nella seconda partita di qualificazione a Euro 2000 contro Malta il 10 ottobre 1998. In quell'occasione Vugrinec, entrato al 16º minuto di gioco al posto dell'infortunato Jurica Vučko, segna due gol nel secondo tempo, ribaltando l'1-0 iniziale in favore di Malta e aprendo la strada al 4-1 finale dei croati. In quel periodo totalizza anche due apparizioni e un gol con la nazionale croata B (contro la Romania il 17 marzo 1998 e la Francia il 19 gennaio 1999).
Nel 2000 diventa titolare della nazionale A, scendendo in campo in sette delle otto partite di qualificazione ai Mondiali 2002. Nelle qualificazioni segna anche due gol (nei match casalinghi contro la Lettonia e San Marino). Prende parte alla fase finale dei Mondiali nippo-coreani, venendo eliminato con la Croazia al primo turno. Gioca 57 minuti della seconda partita contro l'Italia ed entra al 52º minuto della terza sfida contro l'Ecuador. Dopo quel Mondiale scende in campo con la nazionale soltanto in un'amichevole e in due match di qualificazione a Euro 2004 prima di essere escluso dalle convocazioni per più di tre anni, sino al gennaio 2006. L'occasione del ritorno è la Carlsberg Cup disputata a Hong Kong, ma Vugrinec non viene poi inserito nella lista dei convocati della Croazia per i Mondiali 2006.

## Statistiche

### Cronologia presenze e reti in Nazionale
| Cronologia completa delle presenze e delle reti in nazionale ― Croazia | Cronologia completa delle presenze e delle reti in nazionale ― Croazia | Cronologia completa delle presenze e delle reti in nazionale ― Croazia | Cronologia completa delle presenze e delle reti in nazionale ― Croazia | Cronologia completa delle presenze e delle reti in nazionale ― Croazia | Cronologia completa delle presenze e delle reti in nazionale ― Croazia | Cronologia completa delle presenze e delle reti in nazionale ― Croazia | Cronologia completa delle presenze e delle reti in nazionale ― Croazia |
| Data                                                                   | Città                                                                  | In casa                                                                | Risultato                                                              | Ospiti                                                                 | Competizione                                                           | Reti                                                                   | Note                                                                   |
| ---------------------------------------------------------------------- | ---------------------------------------------------------------------- | ---------------------------------------------------------------------- | ---------------------------------------------------------------------- | ---------------------------------------------------------------------- | ---------------------------------------------------------------------- | ---------------------------------------------------------------------- | ---------------------------------------------------------------------- |
| 10-4-1996                                                              | Zagabria                                                               | Croazia                                                                | 4 – 1                                                                  | Ungheria                                                               | Amichevole                                                             | -                                                                      | 71’                                                                    |
| 10-10-1998                                                             | Ta' Qali                                                               | Malta                                                                  | 1 – 4                                                                  | Croazia                                                                | Qual. Euro 2000                                                        | 2                                                                      | 16’                                                                    |
| 5-6-1999                                                               | Skopje                                                                 | Macedonia                                                              | 1 – 1                                                                  | Croazia                                                                | Qual. Euro 2000                                                        | -                                                                      | 64’                                                                    |
| 13-6-1999                                                              | Seul                                                                   | Egitto                                                                 | 2 – 2                                                                  | Croazia                                                                | President's Cup 1999                                                   | 1                                                                      | 88’                                                                    |
| 16-6-1999                                                              | Seul                                                                   | Croazia                                                                | 2 – 1                                                                  | Messico                                                                | President's Cup 1999                                                   | -                                                                      | 80’                                                                    |
| 19-6-1999                                                              | Seul                                                                   | Corea del Sud                                                          | 1 – 1                                                                  | Croazia                                                                | President's Cup 1999                                                   | -                                                                      | 46’                                                                    |
| 23-2-2000                                                              | Spalato                                                                | Croazia                                                                | 0 – 0                                                                  | Spagna                                                                 | Amichevole                                                             | -                                                                      |                                                                        |
| 2-9-2000                                                               | Bruxelles                                                              | Belgio                                                                 | 0 – 0                                                                  | Croazia                                                                | Qual. Mondiali 2002                                                    | -                                                                      | 46’                                                                    |
| 11-10-2000                                                             | Zagabria                                                               | Croazia                                                                | 1 – 1                                                                  | Scozia                                                                 | Qual. Mondiali 2002                                                    | -                                                                      | 76’                                                                    |
| 28-2-2001                                                              | Fiume                                                                  | Croazia                                                                | 1 – 0                                                                  | Austria                                                                | Amichevole                                                             | 1                                                                      | 65’                                                                    |
| 24-3-2001                                                              | Osijek                                                                 | Croazia                                                                | 4 – 1                                                                  | Lettonia                                                               | Qual. Mondiali 2002                                                    | 1                                                                      | 43’                                                                    |
| 25-4-2001                                                              | Varaždin                                                               | Croazia                                                                | 2 – 2                                                                  | Grecia                                                                 | Amichevole                                                             | -                                                                      |                                                                        |
| 2-6-2001                                                               | Varaždin                                                               | Croazia                                                                | 4 – 0                                                                  | San Marino                                                             | Qual. Mondiali 2002                                                    | 1                                                                      | 76’                                                                    |
| 6-6-2001                                                               | Riga                                                                   | Lettonia                                                               | 0 – 1                                                                  | Croazia                                                                | Qual. Mondiali 2002                                                    | -                                                                      | 74’                                                                    |
| 15-8-2001                                                              | Dublino                                                                | Irlanda                                                                | 2 – 2                                                                  | Croazia                                                                | Amichevole                                                             | 1                                                                      | 46’                                                                    |
| 1-9-2001                                                               | Glasgow                                                                | Scozia                                                                 | 0 – 0                                                                  | Croazia                                                                | Qual. Mondiali 2002                                                    | -                                                                      | 78’                                                                    |
| 5-9-2001                                                               | Serravalle                                                             | San Marino                                                             | 0 – 4                                                                  | Croazia                                                                | Qual. Mondiali 2002                                                    | -                                                                      | 63’                                                                    |
| 13-2-2002                                                              | Fiume                                                                  | Croazia                                                                | 0 – 0                                                                  | Bulgaria                                                               | Amichevole                                                             | -                                                                      | 46’                                                                    |
| 27-3-2002                                                              | Zagabria                                                               | Croazia                                                                | 0 – 0                                                                  | Slovenia                                                               | Amichevole                                                             | -                                                                      | 46’                                                                    |
| 17-4-2002                                                              | Zagabria                                                               | Croazia                                                                | 2 – 0                                                                  | Bosnia ed Erzegovina                                                   | Amichevole                                                             | -                                                                      | 46’                                                                    |
| 8-5-2002                                                               | Pécs                                                                   | Ungheria                                                               | 0 – 2                                                                  | Croazia                                                                | Amichevole                                                             | -                                                                      | 61’                                                                    |
| 8-6-2002                                                               | Kashima                                                                | Italia                                                                 | 1 – 2                                                                  | Croazia                                                                | Mondiali 2002 - 1º turno                                               | -                                                                      | 57’                                                                    |
| 13-6-2002                                                              | Yokohama                                                               | Ecuador                                                                | 1 – 0                                                                  | Croazia                                                                | Mondiali 2002 - 1º turno                                               | -                                                                      | 52’                                                                    |
| 21-8-2002                                                              | Varaždin                                                               | Croazia                                                                | 1 – 1                                                                  | Galles                                                                 | Amichevole                                                             | -                                                                      | 46’                                                                    |
| 7-9-2002                                                               | Osijek                                                                 | Croazia                                                                | 0 – 0                                                                  | Estonia                                                                | Qual. Euro 2004                                                        | -                                                                      |                                                                        |
| 12-10-2002                                                             | Sofia                                                                  | Bulgaria                                                               | 2 – 0                                                                  | Croazia                                                                | Qual. Euro 2004                                                        | -                                                                      |                                                                        |
| 29-1-2006                                                              | Hong Kong                                                              | Corea del Sud                                                          | 2 – 0                                                                  | Croazia                                                                | Lunar New Year Cup 2006 - Semifinale                                   | -                                                                      | 71’                                                                    |
| 1-2-2006                                                               | Hong Kong                                                              | Hong Kong                                                              | 0 – 4                                                                  | Croazia                                                                | Lunar New Year Cup 2006 - Finale 3º posto                              | -                                                                      | 46’                                                                    |
| Totale                                                                 |                                                                        | Presenze                                                               | 28                                                                     |                                                                        | Reti                                                                   | 7                                                                      |                                                                        |

## Palmarès

### Club
- Coppa di Croazia: 3

Rijeka: 2005-2006
Dinamo Zagabria: 2006-2007, 2007-2008
- Campionato croato: 2

Dinamo Zagabria: 2006-2007, 2007-2008
- Supercoppa di Croazia: 2

Dinamo Zagabria: 2006, 2007

### Individuale
- Capocannoniere del campionato croato: 1

2009-2010 (18 gol)